# Línea SE72 (Urbanos de Coslada-San Fernando de Henares)
La línea SE72 de la red de autobuses urbanos de Coslada une el Hospital del Henares con Coslada Central.

## Características
Esta línea lanzadera une sin paradas intermedias el Hospital del Henares con Coslada Central. Funciona desde el 27 de julio de 2024, por tiempo indefinido, con motivo del cierre por obras del tramo Barrio del Puerto-Hospital del Henares de la línea 7 de Metro.
Pese a ser una línea introducida por las obras de la línea 7 de Metro, su uso no es gratuito y está sujeto a la compra de un billete a bordo del autobús según las tarifas establecidas para la zona B1, o del uso de un abono de transporte.
Está operada por Avanza Movilidad Integral mediante la concesión administrativa VCM-201 - Madrid – Loeches – Arganda del Rey (Viajeros Comunidad de Madrid) del Consorcio Regional de Transportes de Madrid.

## Horarios
La línea mantiene los mismos horarios todo el año.
| Todos los días                        |                                       |                                       |                                       |                                       |                                       |                                       |                                       |                                       |                                       |                                       |                                       |                                       |                                       |                                       |                                       |                                       |                                       |                                       |                                       |                                       |                                       |                                       |                                       |                                       |                                       |                                       |                                       |                                       |                                       |                                       |                                       |
| Hospital del Henares > FF.CC. Coslada | Hospital del Henares > FF.CC. Coslada | Hospital del Henares > FF.CC. Coslada | Hospital del Henares > FF.CC. Coslada | Hospital del Henares > FF.CC. Coslada | Hospital del Henares > FF.CC. Coslada | Hospital del Henares > FF.CC. Coslada | Hospital del Henares > FF.CC. Coslada | Hospital del Henares > FF.CC. Coslada | Hospital del Henares > FF.CC. Coslada | Hospital del Henares > FF.CC. Coslada | Hospital del Henares > FF.CC. Coslada | Hospital del Henares > FF.CC. Coslada | Hospital del Henares > FF.CC. Coslada | Hospital del Henares > FF.CC. Coslada | Hospital del Henares > FF.CC. Coslada | FF.CC. Coslada > Hospital del Henares | FF.CC. Coslada > Hospital del Henares | FF.CC. Coslada > Hospital del Henares | FF.CC. Coslada > Hospital del Henares | FF.CC. Coslada > Hospital del Henares | FF.CC. Coslada > Hospital del Henares | FF.CC. Coslada > Hospital del Henares | FF.CC. Coslada > Hospital del Henares | FF.CC. Coslada > Hospital del Henares | FF.CC. Coslada > Hospital del Henares | FF.CC. Coslada > Hospital del Henares | FF.CC. Coslada > Hospital del Henares | FF.CC. Coslada > Hospital del Henares | FF.CC. Coslada > Hospital del Henares | FF.CC. Coslada > Hospital del Henares | FF.CC. Coslada > Hospital del Henares |
| 07                                    | 08                                    | 09                                    | 10                                    | 11                                    | 12                                    | 13                                    | 14                                    | 15                                    | 16                                    | 17                                    | 18                                    | 19                                    | 20                                    | 21                                    | 22                                    | 07                                    | 08                                    | 09                                    | 10                                    | 11                                    | 12                                    | 13                                    | 14                                    | 15                                    | 16                                    | 17                                    | 18                                    | 19                                    | 20                                    | 21                                    | 22                                    |
| 10 50                                 | 30                                    | 10 50                                 | 30                                    | 10 50                                 | 30                                    | 10 50                                 | 30                                    | 10 50                                 | 30                                    | 10 50                                 | 30                                    | 10 50                                 | 30                                    | 10 50                                 | 30                                    | 30                                    | 10 50                                 | 30                                    | 10 50                                 | 30                                    | 10 50                                 | 30                                    | 10 50                                 | 30                                    | 10 50                                 | 30                                    | 10 50                                 | 30                                    | 10 50                                 | 30                                    | 10 50                                 |

## Paradas
| Código | Denominación de parada                 | Líneas de la parada | Conexión con Cercanías |
| ------ | -------------------------------------- | ------------------- | ---------------------- |
| 18528  | Av. Marie Curie - Hospital del Henares | 280 289 SE7 1 SE72  |                        |
| 09133  | Av. España - Zoco Coslada              | 280 287 288 SE72    | Coslada Central        |